# Deuxième voyage de James Cook
- Deuxième voyage de James Cook

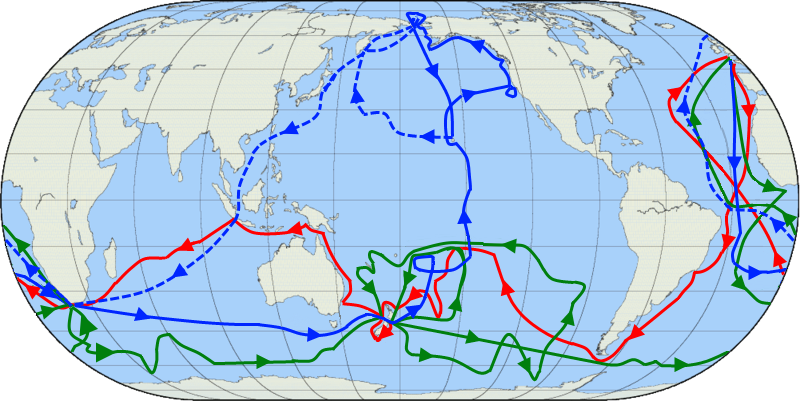
Deuxième voyage de James Cook

Partie du deuxième voyage de Cook autour de l'Antarctique.

Le deuxième voyage de James Cook fut une expédition maritime britannique dans l'océan Austral menée par James Cook, qui eut lieu, après un premier voyage dans le Pacifique, entre 1772 et 1775 avec les navires HMS Resolution et le HMS Adventure.

## HMSResolution
Le HMS Resolution est un trois mâts de 462 tonneaux. Lors de l'expédition, il y eut quatre morts dont un de maladie sur les 117 hommes dont cinq civils qui formaient l'équipage.

### Commandant
- Cook James, Capitaine de frégate

### Lieutenant
- Robert Palliser Cooper
- Charles Clerke
- Richard Pickersgill

### Aspirant
- James Colnett
- William Harvey
- Charles Plymouth
- Thomas Willis
- James Burney, promu 2e lieutenant sur lAdventure 1772
- George Vancouver

### Chirurgien
- James Patten
- William Anderson

### Astronome
- William Wales

### Botanistes
- Johann Reinhold Forster
- Georg Forster
- Anders Sparrman,embarqué au Cap 1772, débarqué au Cap 1775

### Peintre
- William Hodges

### Passagers
- Francis Masson, botaniste, débarqué au Cap 1772
- Odaïdi,embarqué à Bora-Bora 1773, laissé à Oulietea 1774

## HMSAdventure
Le HMS Adventure est un trois mâts de 336 tonneaux. Lors de l'expédition, 81 hommes dont 13 soldats formaient l'équipage. Il y eut 17 morts dont 10 mangés par les Maoris.

### Commandant
- Tobias Furneaux

### Lieutenantss
- 1er:Joseph Shank, laissé malade au Cap en 1772
- 2e puis 1er : Arthur Kempe
- James Burney

### Aspirants
- Thomas Woodhouse, tué par les Maoris en 1773
- Love Constable
- Richard Hergest
- George Moorey
- Samuel Kemp, mort en mer en 1773
- Henry Lighfoot
- John Lambrecht

### 1erMaître
- Peter Fannin

### 2eMaître
- John Rowe, tué par les Maoris en 1773

### Commandant des soldats
- John Edgecumbe, sergent passé 2e lieutenant

### Chirurgien
- Thomas Andrews

### Astronome
- William Bayly

### Passager
- Omai, embarqué à Oulietea 1773

## Chronologie
- Le 11 juillet 1772, les deux navires de Cook sont partis de Plymouth.
- Du 10 au 14 août 1772, l'expédition s'arrêta aux îles du Cap-Vert pour s'approvisionner en eau.
- Du 23 octobre au 23 novembre, l'expédition s'arrête au Cap pour réparer les navires.
- Le 10 décembre 1772, le Resolution et l'Adventure entraient dans les glaces du pôle ; le 17 janvier, les navires passaient le cercle polaire Antarctique ; le 8 février 1773, l' Adventure a dévié alors qu'il y avait du brouillard et les navires se sont perdus de vue.
- Du 25 mars au 7 juin 1773, le Resolution fit escale au détroit de la reine Charlotte en Nouvelle-Zélande. C'est ici que Cook retrouva Furneaux qui se réapprovisionnait depuis six semaines.
- Du 16 août au 17 septembre 1773, l'expédition passa par Tahiti. Arrivé, Cook apprit une triste nouvelle : la reine Obéréa a été renversée et c'est un neveu Otou qui est au pouvoir.
- Le 21 novembre 1773, les deux navires étaient au nord de la Nouvelle-Zélande. Mais à la suite d'une tempête, les deux navires se reperdirent et cette fois, définitivement. Le 25 novembre 1773, Cook leva l'ancre vers les glaces du pôle.
- Du 12 décembre 1773 au 6 février 1774, Cook était revenu vers les glaces polaires. Le 30 janvier, Cook avait non seulement largement dépassé le cercle polaire mais est allé plus au sud que quiconque avant lui.
- Du 11 mars au 11 avril 1774, le Resolution fait escale à l'île de Pâques où se dressent des statues géantes.
- Du 23 avril au 13 mai 1774, Cook fit une nouvelle halte à Tahiti. Cette fois-ci, Cook fut merveilleusement accueilli par Otou et les deux hommes s'échangèrent des présents.
- Du 3 au 23 septembre 1774, Cook et ses équipages sont les premiers Européens à atteindre la Nouvelle-Calédonie (nom donné par Cook) et à entrer en contact avec les Kanaks, à Balade.
- Du 11 novembre au 24 décembre 1774, l'expédition franchit le cap Horn en passant par la Terre de Feu.
- Le 29 juillet 1775, après trois ans et dix-huit jours, le navire rentre à Spithead.